# Magnus Rød
Magnus Abelvik Rød (Oslo, 7 de julio de 1997) es un jugador de balonmano noruego que juega de lateral derecho en el SC Pick Szeged. Es internacional con la selección de balonmano de Noruega.
Con la selección se estrenó en un gran torneo en el Campeonato Mundial de Balonmano Masculino de 2017, donde además logró junto a sus compañeros la medalla de plata. También logró la medalla de plata en el Campeonato Mundial de Balonmano Masculino de 2019 y el bronce en el Campeonato Europeo de Balonmano Masculino de 2020.

## Palmarés

### Flensburg
- Liga de Alemania de balonmano (1): 2018, 2019

### Kolstad
- Liga de Noruega de balonmano (1): 2024
- Copa de Noruega de balonmano (1): 2024

## Clubes
- Bækkelagets SK (2013-2017)
- SG Flensburg-Handewitt (2017-2023)[4]
- Kolstad Håndball (2023-2024)
- SC Pick Szeged (2024- )